# Şanver Göymen
Şanver Göymen (ur. 22 stycznia 1967 w Samsun) – turecki piłkarz grający na pozycji bramkarza.

## Kariera klubowa
Karierę piłkarską Şanver rozpoczął w rodzinnym Samsun, w tamtejszym amatorskim klubie Samsunspor PAF. W 1990 roku podpisał pierwszy profesjonalny kontrakt z zespołem Merizfonspor i grał w nim przez jeden sezon. W 1991 roku przeszedł do Denizlisporu i do 1993 roku bronił dostępu do jego bramki w rozgrywkach drugiej ligi tureckiej. W 1993 roku ponownie zmienił barwy klubowe i trafił do Altay SK z İzmiru. Przez pięć sezonów był jego pierwszym bramkarzem, a w połowie jednym z najlepszych w pierwszej lidze tureckiej, dzięki czemu otrzymywał powołania do reprezentacji Turcji. W 1998 roku opuścił Altay i przeniósł się do Konyasporu, ale już po sezonie gry w tym klubie trafił do Çanakkale Dardanelspor. Dwa lata bronił w drugiej lidze, a pod koniec 2001 roku grał w trzecioligowym wówczas Vestelu Manisaspor. Będąc jego piłkarzem zakończył piłkarską karierę. Po jej zakończeniu był trenerem bramkarzy w Karşıyaka SK, Aydınsporze i Altayu.

## Kariera reprezentacyjna
W reprezentacji Turcji Şanver zadebiutował 21 grudnia 1994 roku w przegranym 1:3 towarzyskim meczu z Włochami. W 1996 roku został powołany przez selekcjonera Fatiha Terima do kadry na Euro 96. Tam był rezerwowym dla Rüştü Reçbera i nie wystąpił w żadnym spotkaniu. Łącznie w kadrze narodowej wystąpił 5 razy.